# Doutrina Christam em Lingoa Bramana Canarim
Doutrina Christam em Lingoa Bramana Canarim (portugais pour :  ‘la doctrine chrétienne dans la langue des brahmanes de Kanara’), communément connue comme la ‘Doutrina Christam’  est un livre de formation à la foi chrétienne pour les jeunes étudiants du collège de Rachol (Goa).  Inspiré par le catéchisme de Bellarmin il fut composé sous la forme pédagogique de question-réponse par le père jésuite anglais Thomas Stephens, et publié en 1622, quelques années après la mort de l’auteur.   
Si la page de titre est rédigée en portugais : ‘Dovtrina Christam em Lingua Bramana Canarim, ordenada a maniera de dialogo para ensinar os meninos’, le contenu du livre est en langue konkani. Imprimé en 1622 au collège de Rachol, à Goa, le catéchisme fut un des premiers ouvrages sortant des nouvelles presses du collège. Il est également considéré comme le premier livre imprimé en langue konkani, avant même la ‘grammaire konkani’ composée par le même père Thomas Stephens et publiée en 1640.